# Ospedale Santa Maria degli Ungheresi di Polistena
Il presidio ospedaliero "Santa Maria degli Ungheresi" di Polistena è l'ospedale principale della Piana di Gioia Tauro e afferisce all'Azienda Sanitaria Provinciale di Reggio Calabria.

## Storia

Disegno del vecchio ospedale di Polistena

Le prime indicazioni circa un ospedale a Polistena sono dei frati Osservanti nel 1537, promossi dalla Chiesa con funzioni anche di “Casa del pellegrino”. I francescani furono i principali propagatori del culto e della dottrina dell'Immacolata Concezione, La chiesa dell'Immacolata Concezione, apparteneva ai Frati Minori Osservanti, l'ospedale aveva sede nella chiesa.
La fondazione dell'ospedale avvenne nel 1905, con fondi privati, in prossimità della chiesa dell'Immacolata Concezione. Contribuirono in particolare Giuseppe Valensise e Giuseppe Milano (Principe di Ardore) e sua moglie. Contattato da Francesco Jerace, partecipò inoltre il Comitato Ungherese costituitosi per prestare soccorso alle comunità colpite dal terremoto che nel 1908 danneggiò gravemente anche le città di Messina e Reggio. Polistena, infatti, subì forti danni e, alla necessità di completare l'ospedale, si aggiunse quella di ospitare i numerosi orfani che il sisma aveva originato. Monsignore Morabito prese questo secondo impegno, allestendo un orfanotrofio nelle vicinanze del vecchio ospedale cittadino. La mancanza di un numero adeguato di alloggi condusse a che gli orfani fossero ospitati in carri merci fino al 1911, quando intervennero i Frati Maristi, determinanti nell'ottenimento del loro trasferimento in baracche di legno.
L'ospedale era amministrato da un consiglio di 15 governatori: gli eredi maschi dei due fondatori, in qualità di membri perpetui dei consiglio (il duca Riario Sforza, in qualità di erede della famiglia Milano, e un erede maschio di Valensise); due rappresentanti ecclesiastici (l'arciprete e il presidente della congrega di carità), uno comunale (un assessore), due del Comitato ungherese e, infine, gli altri otto nominati dalla famiglia Milano o dai suoi eredi. In seguito, l'amministrazione comunale contribuì all'impresa cedendo i locali del vecchio convento. Inizialmente, i medici operarono a titolo gratuito.
Nel 1920, la farmacia interna dell'ospedale fu autorizzata anche alla vendita al pubblico. La sua amministrazione era assegnata per concorso. Tuttavia, nel 1931 fu affittata in gestione al farmacista Giuseppe Rovere, che si rifiutò in seguito di restituirla. La vicenda originò quindi un procedimento giudiziario che si concluse solo nel 1978.

Il vecchio Ospedale Santa Maria degli Ungheresi, con la chiesa dell'Immacolata, in una cartolina del secondo dopoguerra.

Nel 1947 l'ospedale viene ammodernato, con la realizzazione di una prima sala operatoria. A tale risultato contribuì il medico chirurgo Antonino Guerrisi (1900-1968), che fu direttore sanitario dal 1947 al 1960.
Il nuovo ospedale nacque nel 1971 e fu fondato dall'allora Presidente, marchese Orazio Giffone, e dal suo collaboratore, il dottore Elio Monticelli (primario chirurgo).
Il 10 novembre 1974, il sindaco Girolamo Tripodi con l’on. Mancini inaugurano il nuovo ospedale in via Montegrappa.
Nel febbraio 2020 è entrata in funzione la nuova elisuperficie "Flavio Scutellà", situata nel piazzale antistante la struttura ospedaliera e destinata alle attività di elisoccorso. Realizzata dall'amministrazione comunale guidata dal sindaco Michele Tripodi.

## Unità operative e servizi

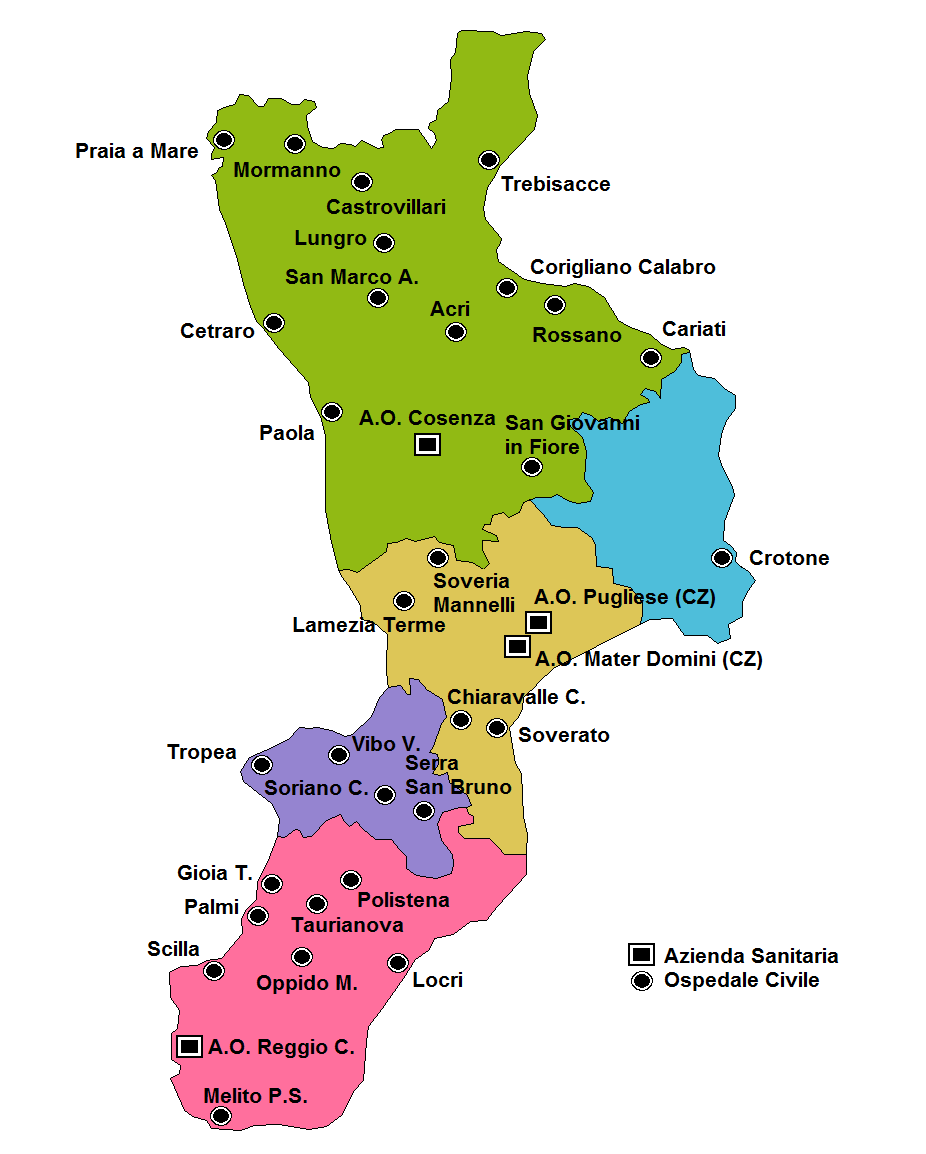
Mappa della Strutture sanitarie in Calabria.

Segue un elenco delle Unità operative e dei servizi offerti dall'Ospedale "Santa Maria degli Ungheresi" di Polistena.
- pronto soccorso
- anestesia e rianimazione
- cardiologia + UTIC
- chirurgia generale
- farmacia ospedaliera
- gastroenterologia
- laboratorio analisi
- medicina generale
- ostetricia e ginecologia
- ortopedia e traumatologia
- pediatria
- radiologia
- otorinolaringoiatria